# Cucurbita digitata
Cucurbita digitata là một loài thực vật có hoa trong họ Cucurbitaceae. Loài này được A.Gray mô tả khoa học đầu tiên năm 1853.